# Shivaella
Shivaella is een geslacht van uitgestorven kreeftachtigen uit de klasse van de Ostracoda (mosselkreeftjes).

## Soorten
- Shivaella armstrongiana (Jones & Kirkby, 1886) Sohn, 1971 †
- Shivaella asselica Jagudina, 1979 †
- Shivaella brazoensis (Coryell & Sample, 1932) Melnyk & Maddocks, 1988 †
- Shivaella bucera (Kummerow, 1953) Sohn, 1971 †
- Shivaella evidens Kotschetkova, 1983 †
- Shivaella famennea Lethiers, 1974 †
- Shivaella heugemensis Bless, 1982 †
- Shivaella insolita Buschmina, 1975 †
- Shivaella longa (Tschigova, 1960) Sohn, 1971 †
- Shivaella macallisteri Sohn, 1972 †
- Shivaella magna (Kellett, 1933) Sohn, 1971 †
- Shivaella mertiei Sohn, 1971 †
- Shivaella microphthalma (Eichwald, 1857) Sohn, 1971 †
- Shivaella microspina Zhang (Jin-Jian), 1985 †
- Shivaella oblonga (Coryell & Sample, 1932) Sohn, 1971 †
- Shivaella opima Zhang (Jin-Jian), 1985 †
- Shivaella palopintoensis (Coryell & Sample, 1932) Sohn, 1971 †
- Shivaella papillata (Ershova, 1968) Sohn, 1971 †
- Shivaella pinguis (Green, 1963) Sohn, 1971 †
- Shivaella projecta (Harris & Jobe, 1956) Sohn, 1971 †
- Shivaella quasiporrecta (Buschmina, 1968) Sohn, 1971 †
- Shivaella redaevkensis (Grachevskiy, 1958) Sohn, 1971 †
- Shivaella spinigera (M'coy, 1844) Sohn, 1971 †
- Shivaella suppetia Sohn, 1971 †
- Shivaella taidonica Buschmina, 1987 †
- Shivaella tuberculata (Robinson, 1959) Sohn, 1971 †